# Caṃdāmāmā dūra ke

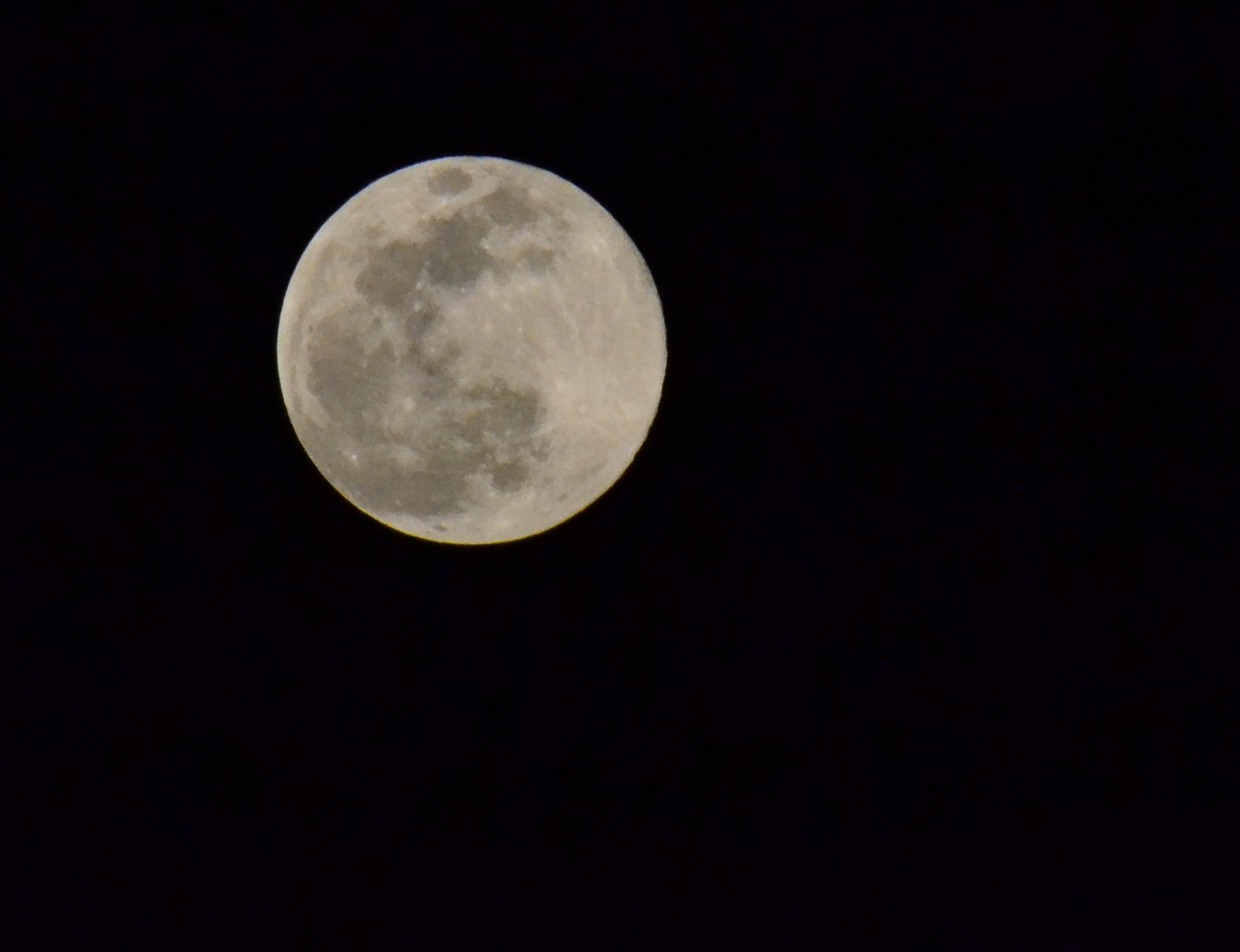
Un plenilunio.

Caṃdāmāmā dūra ke (in hindī चंदामामा दूर के, lett. "Lo zio luna da lontano"; Hunter: Chanda mama door ke) è una ninna nanna tradizionale indiana.
Apparve per la prima volta nel film bollywoodiano Vachan (1955), di cui fu direttore musicale Ravi. Nella pellicola, il brano fu interpretato da Asha Bhosle.

## Il testo
Il brano parla di uno zio lontano che vive sulla luna e che prepara per il bimbo (in hindī मुन्ना, munnā) il puā (पुआ), un pane dolce a base di farina di semola, che lo zio gli serve in una piccola ciotola. Il bimbo fa cadere la ciotola e inizia a piangere, ma lo zio luna gli serve altre ciotole con del latte. Il bimbo intraprende infine un viaggio su un carro volante per visitare lo zio sulla luna, facendo poi ritorno a casa, ormai stanco.

## Tema della Luna
Il legame tra la Luna (in hindī चांद, cāṃda) e la figura dello zio materno (in hindī मामा, māmā) è tipico del folclore indiano. L'origine di quest'associazione è chiarita, ad esempio, dal poeta odia Achyutananda Dasa (XV secolo). Durante l'Amṛtamanthana, la quarta battaglia dei Devāsura nella quale Indra vinse Prahlāda, la dea Lakṣmī detta la Jagat-Mātā («Madre del mondo») emerse dalle acque oceaniche. Di conseguenza, la Luna, che sorge e poi di nuovo s'inabissa nell'oceano, è considerato fratello della Jagat-Mātā, e quindi uno zio materno.